# Monumento nazionale delle Marche

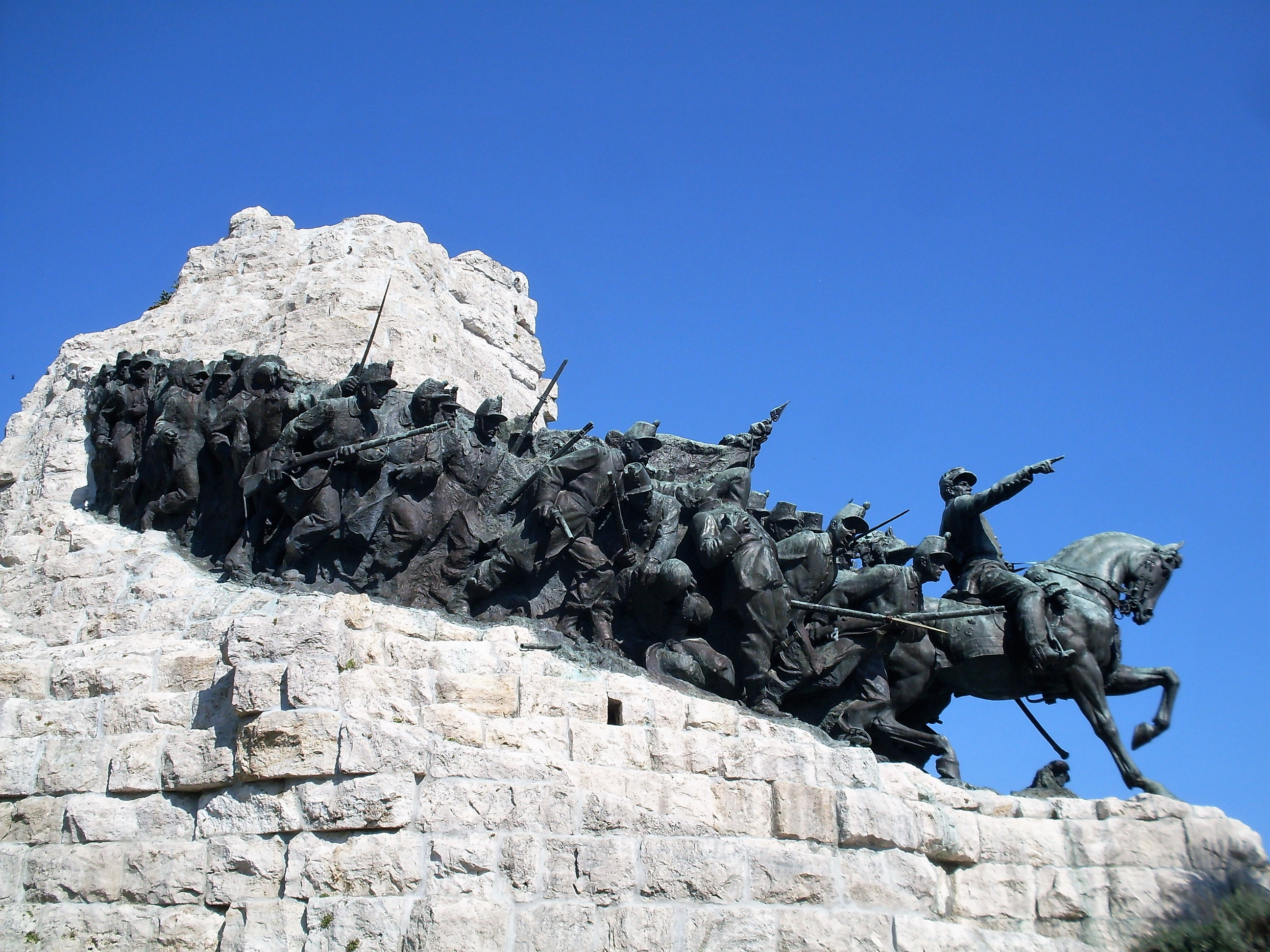
Monumento nazionale delle Marche (1912) in Castelfidardo

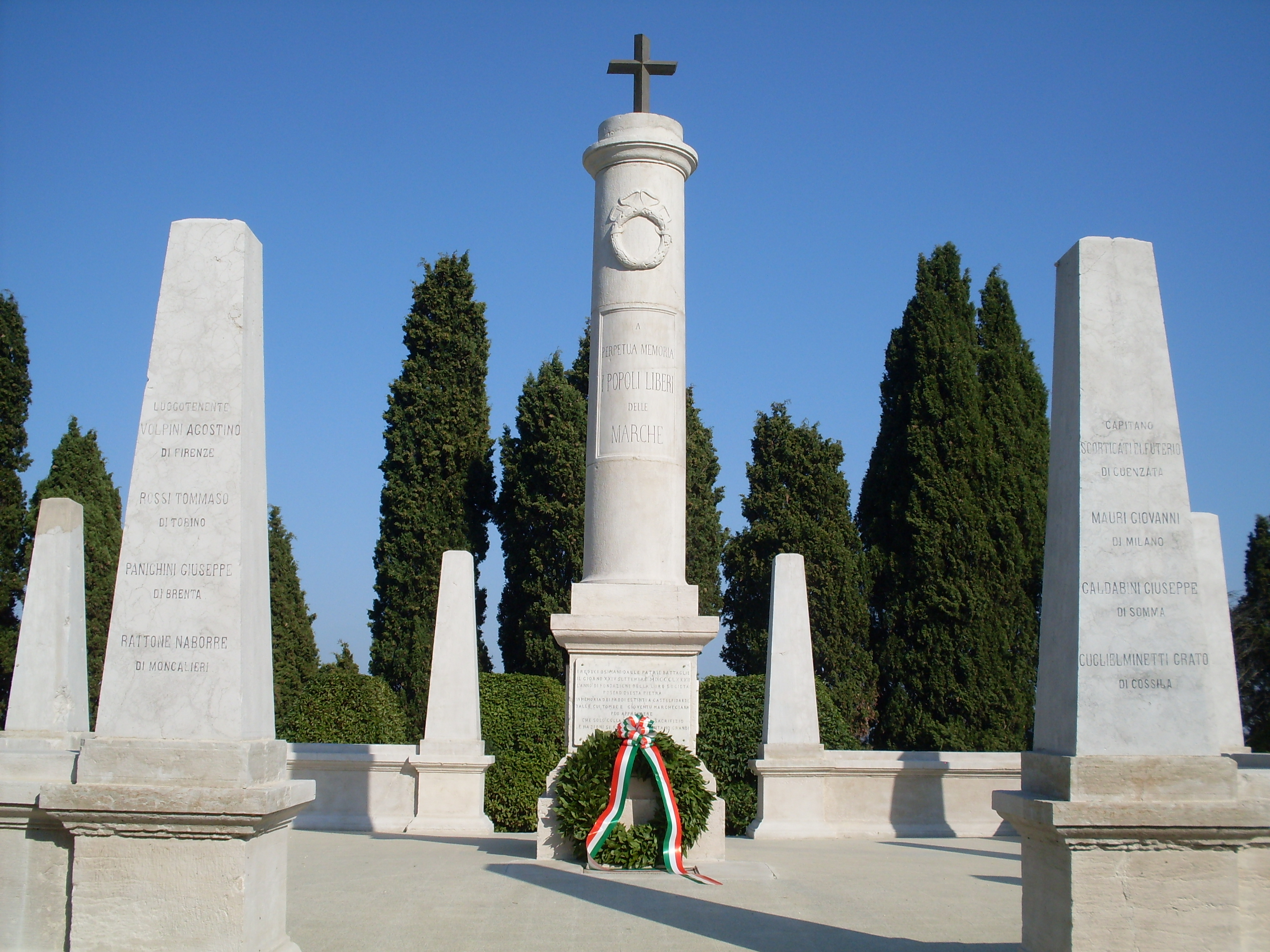
Kerkhof der gesneuvelden (1861)

Het Monumento nazionale delle Marche (1912) in Castelfidardo (regio Marche) in Italië is een monument ter herdenking van de slag bij Castelfidardo (1860). Door deze veldslag tijdens de Risorgimento werden de Marche aangehecht bij het koninkrijk Italië, los van de Pauselijke Staat. Hetzelfde gebeurde met Umbrie door de veldslag, doch dit is niet in de naam terug te vinden.
Het monument bevindt zich buiten het stadscentrum, op een heuvel, de Monte Cucco. In 1902 opperde graaf Ernesto Garulli het idee om tegen het jaar 1910, 50 jaar na de veldslag, een monument ter ere van de Italiaanse overwinning op de Pauselijke Staat op te richten. Burgemeester Paolo Soprani van Castelfidardo was meteen een grote voorstander. Graaf Garulli werd voorzitter van het steuncomité.
Beeldhouwer Vito Pardo uit Venetië mocht het monument uitvoeren. Hij koos voor een cinematografisch beeld: de Piëmontese troepen dalen van een rots af. Op het paard wordt generaal Enrico Cialdini uitgebeeld. De troepen zijn in brons gegoten. Het beeld en de muren errond zijn 6 meter hoog en 12 meter lang. De muren bevatten inscripties en versieringen.
In 1910 was het monument niet af; koning Victor Emanuel III verklaarde het monument alvast een monument van nationaal belang monumento nazionale. Het heeft nog 2 jaar geduurd om alle bronzen stukken te vervoeren en te fusioneren tot een geheel van 15 ton brons. In 1912 werd het monument plechtig ingehuldigd. 
Dit monument is verschillend van het kerkhof van het slagveld; dit is van oudere datum (1861). Eén jaar na de veldslag kochten de inwoners van Castelfidardo grafmonumenten om de beenderen van de gesneuvelde soldaten in te leggen. De gesneuvelden zijn 88 pauselijke soldaten (vrijwilligers) en 63 Piëmontezen.